# Насау-Диц
Насау-Диц (на немски: Nassau-Diez (Dietz)) е линия на Дом Насау в днешен Рейнланд-Пфалц, Германия. От Насау-Диц произлизат наследствените щатхалтери и кралете на Нидерландия.

## История
Чрез линията Насау-Диленбург през 1386 г. Графство Диц попада на Дом Насау. През 1607 г. се създава самостоятелната линия Насау-Диц.
През 1702 г. Насау-Оранж идва към Насау-Диц. Графовете на Насау-Диц се наричат затова князе на Насау-Орания. През 1711 г. Насау-Диц попада чрез маследство на Насау-Хадамар. От 1747 г. князете на Насау-Диц стават наследствени щатхалтери на Нидерландия и резидират в Хага.
През 1806 г. графството Насау-Диц преминава към Херцогството Насау и на Великото херцогство Берг.
През 1813 г. принц Вилхелм от Орания получава собственостите си обратно, но още през 1815 г., вече крал на Нидерландия, преписва немската си собственост на Прусия и затова получава Великото херцогство Люксембург. Линията изчезва от мъжка страна с крал Вилхелм III (1817 – 1890).